# Lotus Elise
De Lotus Elise is een door Lotus gebouwde lichtgewicht open sportwagen.
Deze innovatieve sportwagen werd gepresenteerd op de Frankfurt Motor Show van september 1995 (aanvankelijk onder projectnaam M1-11) en was de redding voor Lotus. Deze auto moest een succes worden, anders zou de fabriek ten onder zijn gegaan.
De auto heeft een gelijmd aluminium chassis, dat erg stijf is. De carrosserie bestaat uit polyester. Het lage gewicht van de auto (initieel rond de 700 kg) zorgt voor een hoge wendbaarheid en snelle acceleratie.

## Motorisering
Aanvankelijk werd de Elise voorzien van een 1.8 liter Rover K-Series-benzinemotor met een vermogen van 88 kW (118 pk). Later kwamen ook andere varianten zoals de Sport 135, Sport 160 en Sport 190 allemaal voorzien van meer vermogen door middel van motortuning.
In 1999 verscheen de eerste Elise, de 111S, met een Rover K-series 1.8 Variable Valve Control (VVC)-motor die 143 pk leverde en een iets andere uitrusting kende waaronder bredere banden.
In 2004 verscheen er een aangepaste versie van de Elise op de Amerikaanse markt. Deze was voorzien van een 1.8 liter Toyota-benzinemotor (2ZZ-GE) gekenmerkt door het Variable Valve Timing and Lift-Intelligent (VVTL-i)-systeem. Hij levert een vermogen van 145 kW (192 pk) en wordt ook gebruikt voor de Europese Elise, de 111R, die in eerste instantie boven de standaard Elise en de Elise 111s was gepositioneerd, maar inmiddels het enige overgebleven model na het faillissement van Rover.

## Modelseries
De Lotus Elise kent drie generaties. Iedere generatie wordt als een 'Series' (of kortweg 'S') van elkaar onderscheiden.

### Series 1
De Lotus Elise Series 1 is ontworpen door Julian Thomson, voormalig hoofdontwerper, en Richard Rackham, chief engineer. De eerste serie heeft een Rover K-series 1,8 liter (1796 cc) viercilinder lijnmotor met 88 kW (120 DIN pk) bij 5500 tpm en 165 Nm koppel bij 3000 tpm. Later werden de Sport 135, Sport 160 en Sport 190 modellen toegevoegd. Door motormodificaties kunnen deze modellen meer vermogen leveren.

#### Sport 190
Lotus modificeerde voor dit model de Rover 18K4K motor met hun Very High Performance Derivative (VHPD). Hierdoor kon de motor 8000 tpm draaien en een vermogen leveren tot wel 141 kW (192 DIN pk).

### Series 2
Op 9 oktober 2001 werd een nieuwe versie van de Elise aangekondigd: de series 2 Elise (of Elise S2). Daarmee werd het bestaande model bekend als de series 1.
De series 2 Elise heeft naast verbeterde wielophanging, dempers en banden ook een modern, in sommige ogen controversieel, uiterlijk gekregen gekenmerkt door scherpe lijnen waardoor de auto agressiever oogt.
In 2008 werd de Elise SC toegevoegd aan het rijtje. De Elise SC (staat voor Super Charged) haalt dankzij de compressor 220 pk uit de Toyota-motor. Verder onderscheidt de SC zich van haar zusjes door het toevoegen van een kleine spoiler.

### Series 3
Op 10 februari 2010 werd een nieuwe versie van de Elise aangekondigd: de series 3.

## Derivaten
Op basis van de Elise zijn er verschillende derivaten (automodel afgeleid van een basismodel)  gemaakt zoals de Exige, de gesloten coupéversie van de Elise.
Ook heeft Lotus in samenwerking met Opel de Speedster ontwikkeld die sterk verwant is aan de tweede generatie Lotus Elise.
In 2008 kwam ook een (omgebouwde) Elise op de markt met een elektrische motor. De Elise ECE haalt zonder motorgeronk nog betere prestaties. Ook de elektrische Tesla Roadster is gebaseerd op de Lotus Elise.